# Péter Gulácsi
Péter Gulácsi (wym. [ˈpeːtɛr ˈɡulaːt͡ʃi]; ur. 6 maja 1990 w Budapeszcie) – węgierski piłkarz, występujący na pozycji bramkarza w niemieckim klubie RB Leipzig oraz w reprezentacji Węgier. Uczestnik Mistrzostw Europy 2020 i 2024. Został powołany na Mistrzostwa Europy 2016, jednak nie wystąpił w żadnym spotkaniu.

## Kariera klubowa
W lecie 2007 Gulácsi na zasadzie rocznego wypożyczenia dołączył do Liverpoolu. Rok później w ostatni dzień okna transferowego angielski klub podpisał z zawodnikiem definitywny kontrakt ważny do 2010.
7 czerwca 2013 roku podpisał kontrakt z Red Bull Salzburg. W 2015 przeszedł do RB Leipzig.

## Kariera reprezentacyjna
W maju 2008 po raz pierwszy został powołany do reprezentacji Węgier i był rezerwowym w zremisowanym 1:1 meczu towarzyskim z Chorwacją.

## Statystyki kariery
Aktualne na dzień 11 kwietnia 2012 r.
Poniższe zestawienie nie zawiera danych dotyczących ligi węgierskiej.
| 2007/08            | Liverpool (wyp.)   | Premier League     | 0  | 0 | 0 | 0 | 0 | 0 | 0 | 0 | 0  | 0 |
| 2008/09            | Liverpool          | Premier League     | 0  | 0 | 0 | 0 | 0 | 0 | 0 | 0 | 0  | 0 |
| 2008/09            | Hereford (wyp.)    | League One         | 18 | 0 | 0 | 0 | 0 | 0 | — | — | 18 | 0 |
| 2009/10            | Liverpool          | Premier League     | 0  | 0 | 0 | 0 | 0 | 0 | 0 | 0 | 0  | 0 |
| 2009/10            | Tranmere (wyp.)    | League One         | 5  | 0 | 0 | 0 | 0 | 0 | — | — | 5  | 0 |
| 2010/11            | Liverpool          | Premier League     | 0  | 0 | 0 | 0 | 0 | 0 | 0 | 0 | 0  | 0 |
| 2010/11            | Tranmere (wyp.)    | League One         | 12 | 0 | 0 | 0 | 0 | 0 | — | — | 14 | 0 |
| 2011/12            | Liverpool          | Premier League     | 0  | 0 | 0 | 0 | 0 | 0 | — | — | 0  | 0 |
| 2011/12            | Hull (wyp.)        | Championship       | 15 | 0 | 0 | 0 | 0 | 0 | — | — | 15 | 0 |
| 2012/13            | Liverpool          | Premier League     | 0  | 0 | 0 | 0 | 0 | 0 | 0 | 0 | 0  | 0 |
| Łącznie w karierze | Łącznie w karierze | Łącznie w karierze | 50 | 0 | 0 | 0 | 0 | 0 | 0 | 0 | 52 | 0 |

## Sukcesy

### Klubowe
Red Bull Salzburg
- Mistrz Austrii: 2013/2014 i 2014/2015
- Zdobywca Pucharu Austrii: 2013/2014 i 2014/2015

RB Leipzig
- DFB-Pokal: 2021–22

### Reprezentacyjne
Węgry U-20
- Mistrzostwa świata U-20 w piłce nożnej: 2009 (III miejsce)

### Indywidualne
- Piłkarz roku (Węgry): 2019